# Rosocha (Pogórze Kaczawskie)
Rosocha (niem. Willmannsdorfer Hoch-Berg) – wzniesienie o wysokości 464 m n.p.m., w południowo-zachodniej Polsce, na Pogórzu Kaczawskim, na Pogórzu Zachodniosudeckim (dawniej Sudety Zachodnie).

## Położenie
Wzniesienie położone jest na terenie Parku Krajobrazowego „Chełmy”, w północno-środkowej części Pogórza Kaczawskiego, na Pogórzu Złotoryjskim, około 1,5 km na północny zachód od Stanisławowa, województwo dolnośląskie.

## Opis
Niewielkie wzniesienie, w kształcie rozległego kopca, o dość stromych zboczach, z wyraźnie podkreślonym stożkowym wierzchołkiem ma w części szczytowej, co czyni wzniesienie rozpoznawalnym w terenie. Wzniesienie wznosi się w północno-zachodniej części Wzgórz Złotoryjskich, w środkowo-północnej części Parku Krajobrazowego „Chełmy”.

## Geologia
Wzgórze zbudowane ze skał metamorficznych należących do metamorfiku kaczawskiego. Na wschodnim zboczu wzniesienia znajduje się niewielkie wystąpienie bazaltu mioceńskiego (nek), otoczone łupkami i fyllitami starszego paleozoiku. Zachodnie zbocza zbudowane są ze skał osadowych górnego permu. Niższe partie zbocza przykrywają utwory soliflukcyjnych, a u podnóża występują osady glacjalne, fluwioglacjalne.

## Zagospodarowanie
Szczyt wzniesienia częściowo, porośnięty lasem lasem liściastym, z niewielką domieszką drzew iglastych. Zbocza góry zajmują górskie łąki i nieużytki, miejscami występują kępy drzew liściastych. Ciągi drzew i krzaków, rosnące na zboczach wyznaczają dawne miedze i polne drogi. U podnóża wzniesienia, po południowo-wschodniej stronie, położony jest Stanisławów.

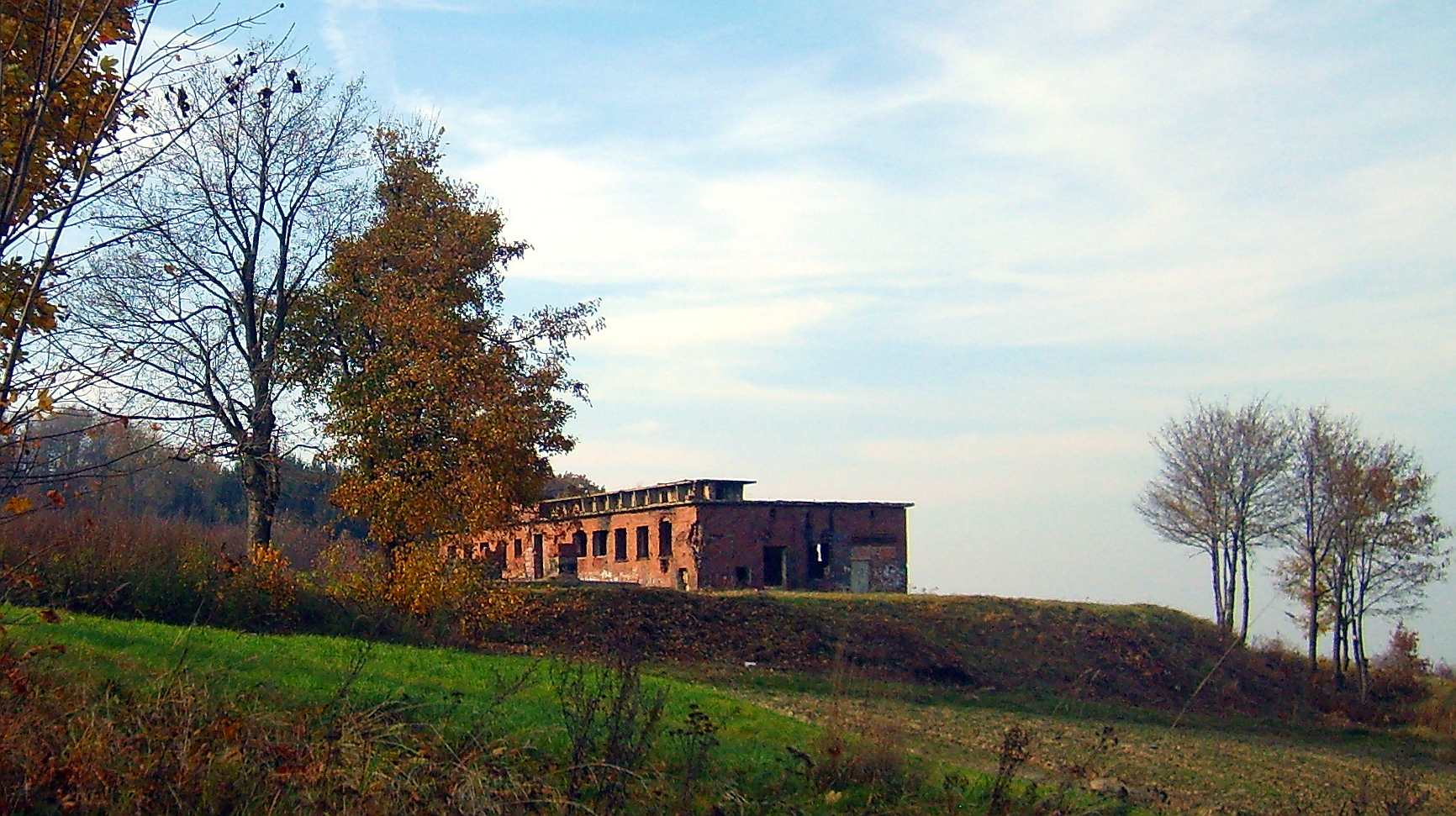
Ruiny radiostacji na górze Rosocha

## Turystyka
W pobliżu szczytu prowadzi szlak turystyczny:
- czerwony – prowadzący południowym podnóżem z Bolkowa do Złotoryi.
- Na zachód od ruin budynku dawnej niemieckiej stacji radiolokacyjnej (o kryptonimie Rudiger) położona jest niewielka drewniana chata „Marianówka”, która przez lata odgrywała rolę schronu turystycznego.
- Szczyt wzniesienia stanowił punkt widokowy z pełną panoramą. Obecnie miejsca widokowe znajdują się na jego zboczach.